# Yushania brevipaniculata
Yushania brevipaniculata är en gräsart som först beskrevs av Hand.-mazz., och fick sitt nu gällande namn av Tong Pei Yi. Yushania brevipaniculata ingår i släktet yushanior, och familjen gräs. Inga underarter finns listade i Catalogue of Life.